# Juan Villamor
Juan Villamor (Bangued, 23 november 1864 - ?) was een Filipijns politicus.

## Biografie
Juan Villamor werd geboren op 23 november 1864 in Bangued in de Filipijnse provincie Abra. Zijn ouders waren Florencio Villamor en Wenceslaoa Borbon. Villamor was de jongere broer van Ignacio Villamor en een oudere broer van Blas Villamor. Hij studeerde aan het seminarie van Vigan en behaalde daarna een Bachelor of Arts-diploma aan het Colegio de San Juan de Letran. Aansluitend studeerde Villamor enkele jaren rechten aan de University of Santo Tomas.
Van 1886 tot 1889 was Villamor vertaler Spaans - Ilocano voor rechtbanken in Ilocos en Abra. In 1890 werd hij op bevel van gouverneur-generaal van de Filipijnen verbannen naar Benguet. Na de uitbraak van de Filipijnse revolutie werd hij door de Spanjaarden gerekruteerd voor het Spaanse leger. Op een bepaald moment werd hij door het Filipijnse revolutionaire leger gevangengenomen. Later werd hij echter gevraagd om mee te werken aan het nieuwsblad van de revolutionaire beweging, de Heraldo de la Revolucion. In 1899 sloot hij zich aan bij de troepen van generaal Manuel Tinio in de strijd tegen de Verenigde Staten, de nieuwe koloniale machthebbers. Hij diende als kolonel. Na het einde van de oorlog was hij redacteur van La Bueva Era
Villamor was vanaf 1901 provinciaal secretaris van Abra. In 1902 volgde een benoeming tot gouverneur van de provincie met een termijn tot 1904. Bij de Louisiana Purchase Exposition in de Amerikaanse stad Saint Louis was hij ere-commissaris. In 1907 werd Villamor namens het 3e kiesdistrict van Ilocos Sur gekozen in het Filipijns Huis van Afgevaardigden. Bij de verkiezingen van 1909 werd hij herkozen voor de 2e Filipijnse legislatuur. Na afloop van zijn termijn in 1912 werd Villamor gekozen tot gouverneur van Ilocos Sur. Deze positie bekleedde hij tot 1916
Bij de verkiezingen van 1916 werd Villamor namens het 1e Senaatsdistrict gekozen in de Senaat van de Filipijnen. Omdat hij minder stemmen behaalde dan Vicente Encarnacion won hij een termijn van drie jaar tot 1919.